# Obertor (Mayen)

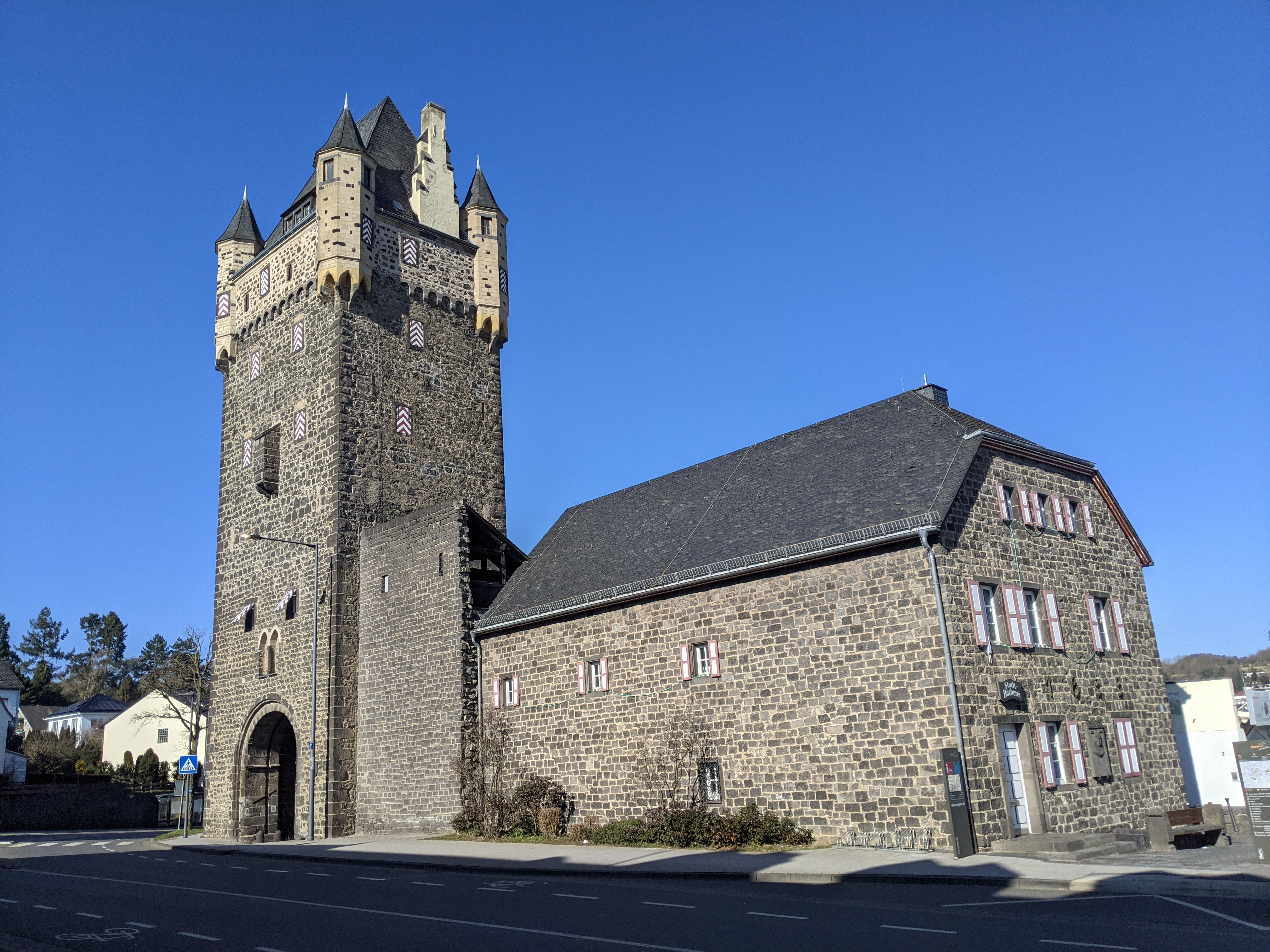
Obertor

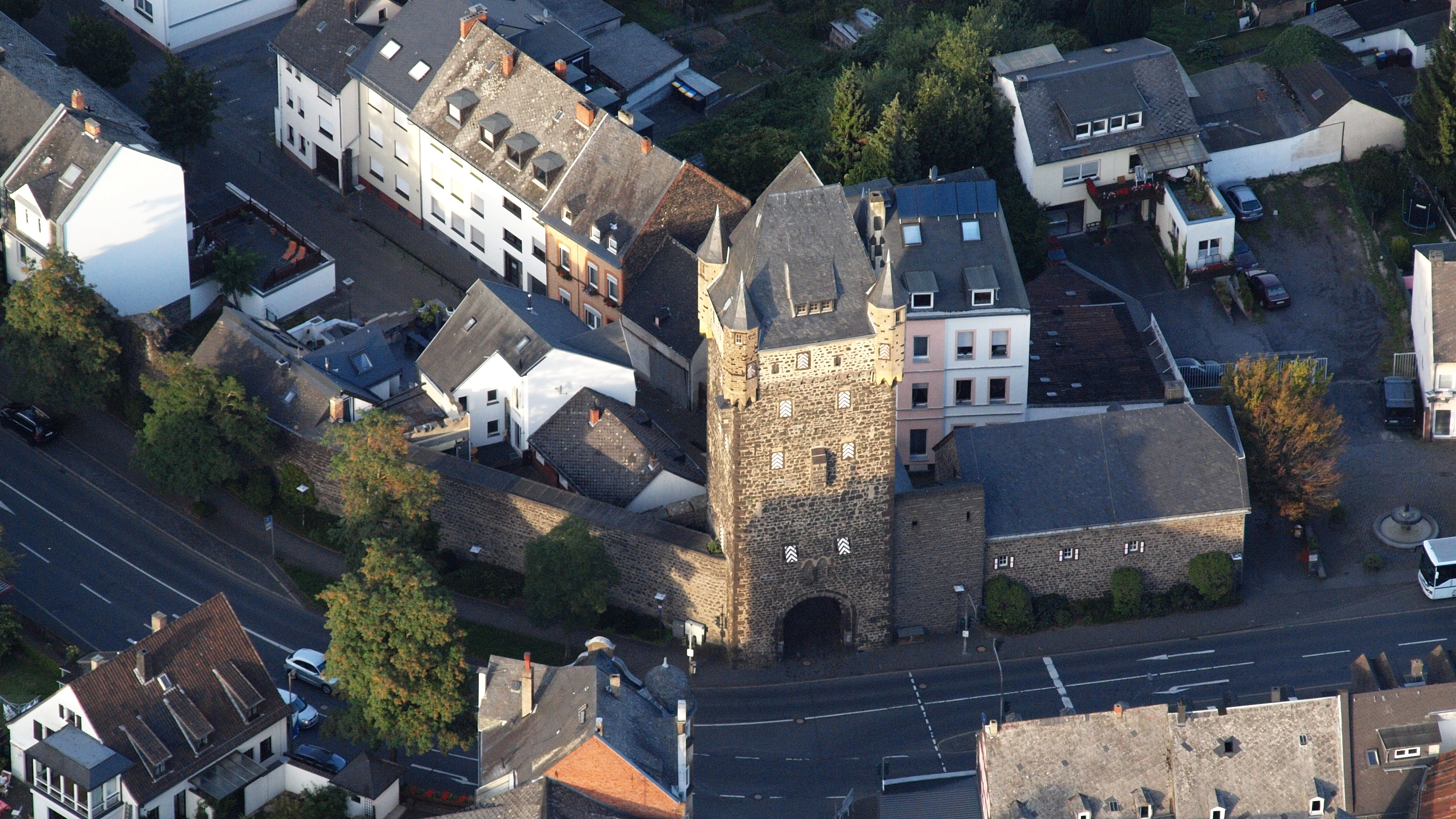
Obertor

Das Obertor ist eines von zwei erhaltenen Stadttoren Mayens. Es gehört zur geschützten Denkmalzone Stadtbefestigung.

## Lage
Das Obertor liegt an der Einmündung der Straße Am Obertor in den Stadtring an der Ecke Habsburgring/Boemundring. Neben dem Obertor steht das Theodore-Dreiser-Haus, benannt nach dem amerikanischen Schriftsteller Theodore Dreiser (1871–1945), Sohn eines Mayener Auswanderers. Heute ist hier die Stadtbücherei untergebracht.

## Geschichte
Das etwa 34 Meter hohe, fünfgeschossige Obertor ist eines der zwischen 1299 und 1354 erbauten vier Stadttore der alten Stadtbefestigung Mayens. Das Untergeschoss des Obertores stammt aus der Regierungszeit des Erzbischofs und Kurfürsten Balduin von Luxemburg, die Aufstockung erfolgte später und der Ausbau im 15. Jahrhundert.
Steinformate und Eckquaderausbildung lassen verschiedene Bauperioden des Tors erkennen. Auch die Umführung des Wehrgangs der Stadtmauer um das Tor wurde später errichtet. Ob in den Spitzbogennischen über dem Tor Wappen oder Schutzpatrone dargestellt waren, ist nicht überliefert. Das Untergeschoss dürfte zu Beginn des 14. Jahrhunderts, die Erhöhung mit den vorragenden Ecktürmchen am Ende des 15. Jahrhunderts errichtet worden sein. Durch das Tor führte der alte Weg aus der Eifel in die Stadt und entlang der nördlichen Stadtmauer zum Brückentor.

## Quelle
- Jonas Breithaupt: Obertor Mayen. In KuLaDig.de. Abgerufen am 18. November 2019.